# Thập niên 1050
Thập niên 1050 là thập niên diễn ra từ năm 1050 đến 1059.